# Franc Fertala
Franc Fertala (tudi Franz), rojen 18. februarja 1904 v Podkloštru, umrl 23. oktobra 1969), duhovnik, kulturni aktivist, zaprt v koncentracijskem taborišču Dachau.

## Kulturni aktivist z misijo
Franc Fertala šteje med tiste številne koroško-slovenske duhovnike in kulturne aktiviste, ki svojo misijo videli v tem, da so »pogosto prevzeli civilizacijsko nalogo ohranjanja slovenskega jezika in identitete v smislu pozitivnega občutka identitete kljub številnim nadlegovanjem. To je veljalo še toliko bolj, ker je leta 1920 prišlo do množičnega izgona tako rekoč celotne slovenske inteligence iz Avstrije, možnosti za resnično družbeno udejstvovanje Slovencev pa so bile sistematično omejene in družbeno napredovanje je bilo povezano s prisilno asimilacijo (nem Assimilationszwang). Po Vrečarjevih podatkih je bilo od leta 1918/19 dalje s Koroške/Koroške prisilno izgnanih več kot 40 slovenskih duhovnikov (t. i. Sodali).«

## Kolektivni nemškonacionalni in nacistični teror
»Malle (1992) omenja zelo osebne intervencije nacistov pri škofu Adamu Hefterju (1914–1939) v dneh po anšlusu, ki jih je spremljala zahteva po premestitvi šestih imenovanih slovenskih duhovnikov iz „varnostnih policijskih razlogov […] Po besedah Malleja se je nadzor varnostne policije začel že v času prve republike pod vodstvom predsednika Kärntner Heimatbund Maier-Kaibisch, ki takrat še ni zaupal državnim organom.“«
»Z „Anschlussom“ 12. marca 1938 so bili Slovenci na Koroškem prepuščeni na milost in nemilost pravno legitimiranemu državnemu terorju, katerega lokalni in regionalni akterji so pred in po anektiranju Avstrije v bistvu ostali isti. Ideološko in metodološko so bili koroški akterji natančni izvajalci t.i. »Gerneralplan Ost« („Splošni načrt vzhod“), ki je bil pripravljen med letoma 1939 in 1942«  in ki je zlasti predvideval popolni etnocid nad slovenskim narodom na osnovi rasistične ideologije. Zanj je bil odgovoren Heinrich Himmler, glavni organizator holokavsta. 

## Zasledovanja
Po Mallejevih besedah je Fertala pritegnil pozornost nacističnih oblastnikov in varnostnega direktorja [Isselhorsta] (1906–1948) že kot duhovnik v Pokrčah. Slednji je dal duhovnika nadzorovati, zlasti ker si je Fertala nakopal sovražnost nemških nacionalističnih sil, ker  je njegov organist še dalje igral slovenske ljudske pesmi.
Fertala je skupaj z Edgarjem Gerambom in Križajem začel prevajati slovenske cerkvene pesmi vprašljive kakovosti v nemščino in tako „stopil na pot odtujitve slovenskih vernikov“.
Že leta 1938 so bila varnostnemu direktorju poslana negativna poročila o Fertali v zvezi s slovenskim vprašanjem. Ta je 5. aprila 1938 obvestil ordinariat Krške škofije, da je Fertala kritiziral institucije nacistične države. 
Ordinariat je Fertali naročil, naj zadevo prijavi deželnemu svetniku in predsedniku Kärntner Heimatbunda (predhonica »Kärntner Heimatdiesta) [Maier-Kaibitschu] (1891-1958).
Fertala je bil leta 1939 aretiran zaradi zbiranja denarja za obnovo svojih cerkva in je bil sprva obsojen na 300 RM ter obsojen na plačilo stroškov postopka. Zbranih 125 RM je bilo zaplenjenih.
Leta 1940 je moral Fertala zapustiti Gau in odšel na grad Tannhausen pri Weizu na avstrijskem Štajerskem kot hišni duhovnik. Toda on je moral zapustiti tu Štajersko. Odšel je v Altötting. Kasneje je preganjan zaradi „pastoralne skrbi za Slovence v škofiji [Passau]]“. Bil je internirance koncentracijskega taborišča Dachau julija 1943. Z dne 8. septembra 1943 je ohranjeno pismo. Tam je bil zaprt do konca vojne.

## Povojni čas
Po vojni je bil nekaj časa v Švici zaradi zdravljenja, nato pa je prevzel župnijo Schattendorf pri Osojah.